# توبري (مقاطعة تشرام)
توبري (بالفارسية: توبری) هي قرية تقع في قسم الغتشين الريفي (مقاطعة تشرام) في إيران.